# Barnwood
Barnwood – dzielnica w Gloucester, w Anglii, w Gloucestershire, w dystrykcie Gloucester. Leży 2 km od centrum miasta Gloucester i 152,2 km od Londynu. W 2011 roku dzielnica liczyła 10 317 mieszkańców. W 1961 roku civil parish liczyła 2160 mieszkańców. Barnwood jest wspomniana w Domesday Book (1086) jako Berneuude.